# ایوا پروبست
ایوا پروبست (آلمانی: Eva Probst; ۲۱ آوریل ۱۹۳۰ – ۱۹ نوامبر ۲۰۱۸) هنرپیشه اهل آلمان بود. وی بازیگر فیلم‌هایی همچون سنگ‌دل بوده‌است.